# Nguyễn Trúc Anh (chính khách)
Nguyễn Trúc Anh (sinh ngày 28 tháng 11 năm 1974) là chuyên gia kiến trúc, Đại biểu Quốc hội nước Cộng hòa xã hội chủ nghĩa Việt Nam. Ông hiện là Thành ủy viên, Bí thư Đảng ủy xã Sơn Đồng sau sáp nhập, Ủy viên Ủy ban Kinh tế của Quốc hội, Đại biểu Quốc hội khóa XV từ Hà Nội. Ông từng là Bí thư Đảng ủy, Giám đốc Sở Quy hoạch – Kiến trúc thành phố Hà Nội. Ông từng là Giám đốc Viện Quy hoạch xây dựng Hà Nội.
Nguyễn Trúc Anh là đảng viên Đảng Cộng sản Việt Nam, học hàm và học vị Phó Giáo sư, Tiến sĩ Kiến trúc, Cao cấp lý luận chính trị. Ông có sự nghiệp đa phần tham gia quy hoạch, kiến trúc thủ đô Hà Nội.

## Xuất thân và giáo dục
Nguyễn Trúc Anh sinh ngày 28 tháng 11 năm 1974 tại xã Dạ Trạch, huyện Khoái Châu, tỉnh Hưng Yên. Ông lớn lên và tốt nghiệp phổ thông, thi đỗ Trường Đại học Kiến trúc Hà Nội năm 1992, theo học và tốt nghiệp Cử nhân Kiến trúc quy hoạch vào năm 1996. Tháng 4 năm 1998, ông sang Úc để theo học cao học Đại học New South Wales ở Sydney, tốt nghiệp Thạc sĩ Kiến trúc chuyên ngành Thiết kế, phát triển đô thị vào tháng 3 năm 2001. Sau đó, ông sang Nhật Bản, học cao học và nghiên cứu sinh tiến sĩ về quy hoạch đô thị và phát triển đô thị ở trường Đại học Tōkyō, trở thành Tiến sĩ Kiến trúc vào tháng 6 năm 2007. Trong giai đoạn này, ông tham gia Hội Sinh viên học sinh tại Nhật Bản (VYSA), là Ủy viên Ban Thể thao, Chủ tịch Câu lạc bộ Sinh viên chuyên ngành kỹ thuật. Nguyễn Trúc Anh được kết nạp Đảng Cộng sản Việt Nam vào ngày 11 tháng 3 năm 2006, trở thành đảng viên chính thức sau đó 1 năm, từng theo học các khóa chính trị ở Học viện Chính trị Quốc gia Hồ Chí Minh và tốt nghiệp Cao cấp lý luận chính trị. Hiện ông thường trú ở phố Vọng, quận Hai Bà Trưng, Hà Nội.

## Sự nghiệp
Tháng 10 năm 1996, sau khi tốt nghiệp trường Kiến trúc Hà Nội, Nguyễn Trúc Anh bắt đầu làm kiến trúc sư tại Công ty trách nhiệm hữu hạn Đầu tư xây lắp 292, Ông làm việc ở đây 2 năm, rồi đi du học gần 10 năm 1998–2007, trở về nước vào tháng 7 năm 2007 và là Nghiên cứu viên tại Viện Quy hoạch đô thị và nông thôn, Bộ Xây dựng. Tháng 5 năm 2008, ông được bổ nhiệm làm Phó Giám đốc Trung tâm Quy hoạch 3, sau nửa năm thì là quyền Giám đốc Trung tâm Quy hoạch kiến trúc Hà Nội, rồi chính thức là Giám đốc Trung tâm Quy hoạch kiến trúc Hà Nội thuộc Viện Kiến trúc quy hoach đô thị và nông thôn, Bộ Xây dựng từ tháng 7 năm 2009. Vào tháng 7 năm 2012, ông được điều sang Văn phòng Thường trực Ban Chỉ đạo quy hoạch và đầu tư xây dựng Vùng thủ đô Hà Nội, thăng hàm Phó Vụ trưởng–Phó Văn phòng, rồi thăng tiếp hàm Vụ trưởng–Phó Văn phòng Thường trực Ban Chỉ đạo kiêm Thư ký Bộ trưởng Bộ Xây dựng Trịnh Đình Dũng từ tháng 3 năm 2015 đến tháng 6 năm 2016. Vào tháng 7 năm 2016, ông được điều về Hà Nội, nhậm chức Bí thư Đảng ủy, Giám đốc Viện Quy hoạch xây dựng Hà Nội – đơn vị sự nghiệp công lập thuộc Ủy ban nhân dân thành phố Hà Nội, bên cạnh đó, ông giữ các vị trí ở tổ chức xã hội như Phó Chủ tịch Hội Kiến trúc sư Hà Nội, Phó Chủ tịch Hội Quy hoạch phát triển đô thị Hà Nội.
Tháng 5 năm 2019, Nguyễn Trúc Anh được bầu bổ sung vào Ban Chấp hành Đảng bộ Hà Nội, được bổ nhiệm làm Bí thư Đảng ủy, Giám đốc Sở Quy hoạch – Kiến trúc thành phố Hà Nội, bên cạnh đó là Phó Chủ tịch Hiệp hội các đô thị Việt Nam, Ủy viên Ban Chấp hành Hội Kiến trúc sư Việt Nam, và Phó Chủ tịch Hội Quy hoạch phát triển đô thị Việt Nam. Ông tái đắc cử Thành ủy viên tại Đại hội Đảng bộ thành phố Hà Nội lần thứ XVII, nhiệm kỳ 2020–2025 vào tháng 10 năm 2020. Năm 2021, ông tham gia ứng cử đại biểu Quốc hội từ Hà Nội, tại đơn vị bầu cử số 1 gồm các quận Ba Đình, Đống Đa, Hai Bà Trưng, rồi trúng cử Đại biểu Quốc hội khóa XV, Ủy viên Ủy ban Kinh tế của Quốc hội với tỷ lệ 71,88%.